# Rosa sericea
Rosa sericea Lindl., 1820 è una pianta appartenente alla famiglia delle Rosaceae.

## Descrizione
È un cespuglio che può crescere fino a 2 m di altezza, molto spesso spinoso. 
Le foglie sono caduche e lunghe 4–8 cm, con 7-11 foglioline con margine seghettato. 
I fiori hanno un diametro di 2,5–5 cm, sono bianchi e (inusuale per una rosa) hanno solo quattro petali. 
I frutti della rosa sono rossi, dal diametro di 8–15 mm, con sepali persistenti, e spesso ispidi.

## Distribuzione e habitat
La specie è diffusa in Himalaya, Nepal, Tibet,  Cina centro-meridionale,(Guizhou, Sichuan, Xizang, Yunnan), India del nord (Assam) e Birmania.
Cresce in montagna all'altitudine di 2.000-4.400 m.

## Tassonomia
La sottospecie Rosa sericea subsp. omeiensis è in atto inquadrata come specie a sé stante (Rosa omeiensis).